# Killer Show
Killer Show è il quinto album studio del gruppo giapponese Nightmare, pubblicato il 21 maggio 2008 in tre diverse versioni: una solo con CD, una con CD+DVD e infine un'edizione limitata di CD+DVD+Photo book. L'album raggiunse la 5ª posizione nella classifica Oricon. L'undicesimo brano "White Room" venne pubblicato come download sul sito dei Nightmare.

## Tracce
1. Pandora
2. DIRTY
3. The Last Show
4. TrickStar
5. Mebius no Yūtsu
6. Konoha
7. Raison d'être
8. Worst
9. Gianism Hachi
10. General
11. White Room
12. Cloudy dayz
13. Yasō Kyoku

## Singoli
- Raison d'etre

Pubblicato : 6 giugno 2007
Posizione nella classifica Oricon: 3
- Konoha

Pubblicato : 3 ottobre 2007
Posizione nella classifica Oricon: 4
- DIRTY

Pubblicato : 7 novembre 2007
Posizione nella classifica Oricon: 8
DIRTY è stata utilizzata come sigla d'apertura dell'anime Nôgami Neuro investigatore demoniaco, mentre Raison d'etre è stata utilizzata come sigla d'apertura dell'anime di Claymore.